# چارلز کترال
چارلز کترال (انگلیسی: Charles Catterall؛ ۱۶ اکتبر ۱۹۱۴ – ۱ نوامبر ۱۹۶۶) ورزشکار بوکس اهل آفریقای جنوبی بود.
وی در مسابقات کشوری و بین‌المللی در مجموع برندهٔ ۱ مدال طلا، ۱ مدال نقره شده‌است.